# Провінція Харіма
Провінція Харіма (яп. 播磨国 — харіма но куні, «країна Харіма»; 播州 — бансю, «провінція Харіма») — історична провінція Японії у регіоні Кінкі на острові Хонсю. Відповідає південно-західній частині префектури Хьоґо.

## Короткі відомості
Провінція Харіма була утворена у 7 столітті. Її адміністративний центр знаходився у сучасному місті Хімедзі. Провінція була важливою ланкою на морському транспортному і торговому шляху. що пролягав Внутрішнім японським морем.
У 12 — 14 столітті Харімою володіли роди Ояма та Ходзьо. З 14 по середину 16 століття провінцію контролював рід Акамацу. Останній був знищений під натиском сил Оди Нобунаґи.
У період Едо (1603—1867) Харіма була поділена на декілька володінь хан, найбільший з яких із центром у місті Хімедзі належав родині Мацудайра — родичам сьоґунів Токуґава.
У цю епоху провінція також прославилиася інцедентом 1703 року, коли 47 ронінів з Ако-хану помстилися ворогам свого сюзерена, пожертвуваши власною честю і життям. Ці вояки стали символом безкорисливої вірності і вшановуються у сучасній Японії як еталон «справжніх чоловіків».
У результаті адміністративних реформ 1871—1876 років територія провінції Харіма увійшла до складу префектури Хьоґо.

## Повіти
- Акасі 明石郡
- Ако 赤穂郡
- Ібо 揖保郡
  - Ітто 揖東郡
  - Іссай 揖西郡
- Іннамі 印南郡
- Како 加古郡
- Кандзакі 神崎郡
- Камо 賀茂郡
- Міно 美嚢郡
- Сайо 佐用郡
- Сікама 飾磨郡
  - Сікіто 飾東郡
  - Сікісай 飾西郡
- Сісо 宍粟郡
- Така 多可郡